# Mesitornithiformes
Mezitele (Mesitornithidae) sunt o familie de păsări care fac parte dintr-o cladă (Columbimorphae) care include Columbiformes și Pterocliformes. Sunt păsări mici, care nu zboară sau aproape nu zboară, endemice în Madagascar.
Există două genuri, Mesitornis (2 specii) și Monias.